# Vižinada
Vižinada (em italiano:  Visinada) é um município da Croácia, situado no condado da Ístria. Tem 34,99 km² de área e sua população em 2011 foi estimada em 1.158 habitantes.